# Really Red
Really Red war eine Punk-/Hardcore-Band aus dem texanischen Houston, die von 1978 bis 1985 existierte und als Wegbereiter der texanischen Punkszene gilt.

## Geschichte
Sänger Ronald „U-Ron“ Bond, Kelly Younger (Gitarre) und John Paul „Yuma“ Williams (Bass) spielten seit etwa 1971 unter wechselnden Namen zusammen Musik, in der Regel coverten sie Stücke anderer Bands. 1978 war Punk in New York und Südkalifornien zu einem künstlerisch bedeutenden Genre geworden und inspirierte die drei Musiker. Sie benannten sich in Really Red um, ergänzten das Line-up um Schlagzeuger Robert Weber und bildeten gemeinsam mit der Legionaire’s Disease Band (ebenfalls Houston) und den Big Boys aus Austin die Speerspitze der ersten Generation von Punkbands in Texas. Die Entstehung des Bandnamens wird von den Mitgliedern unterschiedlich erinnert. Die Musik der Band wurde von Gitarrist Younger und Bassist Williams geschrieben, Sänger Bond steuerte die Texte bei. Von anderen Bands grenzte sich Really Red durch strikte Disziplin bei den Proben ab. 1979 war die Band Headliner des ersten Rock-Against-Racism-Festivals in Houston. Im selben Jahr veröffentlichte sie eine erste Single, dem Do-it-yourself-Gedanken der Hardcoreszene folgend auf ihrem eigenen Label C.I.A. Records, mit dem sie auch Veröffentlichungen befreundeter Bands wie Culturcide und der ersten texanischen Frauenpunkband Mydolls (deren Gitarristin Linda erst Ronald Bond und später mit Kelly Younger verheiratet war) produzierten. Bei einem Konzert in Houston wurde Really Red überraschend von Tom Robinson gesanglich unterstützt.
1981 war die Band mit einem Stück auf einem der ersten Hardcore-Sampler vertreten, Let Them Eat Jellybeans!, der von Jello Biafras Label Alternative Tentacles produziert wurde. Karrierehindernisse für die Band waren die Eigenart, keine Bandfotos zu veröffentlichen (so dass Medien eventuelle Artikel nicht illustrieren konnten), sowie die Ablehnung des Angebots, 1982 The Clash auf deren Tournee zum Album Combat Rock zu begleiten. Etwa einmal jährlich tourte die Band durch die Vereinigten Staaten und Kanada. Im Januar 1983 veranstaltete Really Red ein Benefizkonzert für den österreichischen Filmemacher Kurt Kren, der zu dieser Zeit obdachlos in den Vereinigten Staaten lebte und das Konzert mit seinen Kurzfilmen untermalte. 1984 nahm die Band in den Houstoner SugarHill-Studios ihr zweites Album Rest in Pain auf. Zu diesem Zeitpunkt waren die Bandmitglieder bereits zerstritten; nach Veröffentlichung des Albums 1985 löste sich Really Red auf.
1996 war Really Red mit einem Lied auf einer retrospektiven Split-EP mit The Hates und Legionaire’s Disease Band vertreten, 1997 mit zwei Titeln auf dem Texas-Punk-Sampler Deep In The Throat Of Texas. 2006 wurde ein Song der Band für den Soundtrack des Dokumentarfilms American Hardcore verwendet. 2015 wurde der Backkatalog der Band von Alternative Tentacles neu aufgelegt. Das Label veröffentlichte außerdem das Kompilationsalbum Teaching You The Fear: The Complete Collection 1979-1985, das die offiziellen Tonträger der Band sowie einige Live- und Demoaufnahmen enthält; im Rahmen der Veröffentlichungsfeier spielten die Houstoner Punkbands Talk Sick Brats und Texas Biscuit Bombs Lieder von Really Red. Eine Wiedervereinigung der Band anlässlich der Veröffentlichung des Backkatalogs wurde ausgeschlossen; Gitarrist Younger äußerte 2015, es würde ihn wundern, wenn es „alle vier (Mitglieder) in einem Raum aushielten“. 2020 erschien auf C.I.A. Records ein Tributealbum mit dem Titel Teaching You The Fear... Again, auf dem Bands wie Jello Biafra's Polkapolypse, Mudhoney, The Bellrays, The Dicks oder Verbal Abuse Titel von Really Red coverten.
Während seiner Zeit bei Really Red war Sänger Ronald Bond als Radiomoderator beim Hörfunksender KPFT beschäftigt und führte einen Plattenladen namens „Real Records“ in Houston. Schlagzeuger Robert Weber spielte nach seiner Zeit bei Really Red noch bis 1987 in der experimentellen Houstoner Punkband Anarchitex sowie bei Culturcide; die anderen Bandmitglieder kehrten unmittelbar nach dem Ende von Really Red der Musik den Rücken zu. Hauptberuflich war Weber von den 1970er-Jahren bis 2014 als Ingenieur beim Chemiekonzern Ethyl Corporation angestellt.
Gitarrist Kelly Younger verstarb im Juni 2022 im Alter von 70 Jahren nach mehrjährigem Leiden an Demenz.

## Stil und Rezeption
Really Red machte während des Bestehens der Band eine Entwicklung durch: Während das erste Album Teaching You The Fear vom Punk geprägt war, nahm die Band im Laufe der Zeit Geschwindigkeit auf und präsentierte mit ihrem zweiten Album Rest in Pain klassischen Hardcore. Die Wochenzeitung Houston Press befand, die jugendliche, energiegeladene Musik von Really Red wirke wie eine Zeitreise in „die frühesten und vermutlich besten Tage“ der Houstoner Punkszene. Der Houston Chroncile bezeichnete die Band als „geliebte Punk-Pioniere“, deren Musik regional geprägt und von Bonds „kreischenden Polit-Tiraden“ dominiert gewesen sei. Really Red hätten Artrock-Elemente in ihre Musik integriert und zahlreiche andere Bands beeinflusst. Der Musikjournalist und Regisseur Steven Blush wertete, Really Red habe Hardcore in Houston etabliert und mit pointierten Titeln gegen ihre konservative Umgebung angekämpft. Er zog Vergleiche zu den Dead Kennedys. Das Onlinemagazin PunkNews sah „fast tanzbaren Post-Punk“ mit politisch eindeutig positionierten, konfrontativen Texten, der aggressiver als Punk sei und mit schrilleren Gitarren daherkäme. Das Magazin zog Vergleiche zu den Big Boys, den Dicks und MDC, allesamt ebenfalls aus Texas.
Sänger Ronald Bond benannte The 13th Floor Elevators als frühen Einfluss auf die Bandmitglieder sowie die Legionaire’s Disease Band, die kurz vor Really Red mit Livekonzerten aufwarten konnten, als konkreten Einfluss auf die Musik von Really Red.

## Diskografie
- 1980: Despise Moral Majority (EP, C.I.A. Records)
- 1981: Teaching You The Fear (C.I.A. Records)
- 1982: New Strings for Old Puppets (EP, C.I.A. Records)
- 1985: Rest in Pain (C.I.A. Records)